# Кужеков, Станислав Лукьянович
Станислав Лукьянович Кужеков (род. 1941) — советский и российский учёный, доктор технических наук, профессор, член Международной энергетической академии.
Автор свыше 200 научных работ, из них 5 книг для студентов и энергетиков-производственников; имеет свыше 60 изобретений. Совместно с Н. С. Прокуроровым и Ю. В. Абрамовым создал на энергетическом факультете ЮРГТУ(НПИ) уникальный учебный полигон с реальным оборудованием на напряжение 110 тысяч вольт.

## Биография
Родился 23 октября 1941 года на хуторе Безымянка Раковского района (ныне городского округа «город Михайловка») Волгоградской области.
В 1964 с отличием окончил Новочеркасский политехнический институт, получив специальность инженера-электрика по автоматизации. Затем окончил аспирантуру при НПИ. В 1968 году защитил кандидатскую диссертацию на тему «Исследование процессов, связанных с насыщением трансформаторов тока, и влияния их на реле дифференциальных защит». В 1987 году защитил докторскую диссертацию на тему «Модели, методы синтеза и структуры многофункциональных устройств релейной защиты электроустановок».
С. Л. Кужеков работал на кафедре электрических станций ассистентом, старшим преподавателем, доцентом, профессором. С 1993 по 2008 год заведовал кафедрой электроснабжения промышленных предприятий и городов. Под его руководством подготовлены 10 кандидатов технических наук.
Удостоен нагрудных знаков «Изобретатель СССР» и «Почетный энергетик РФ»; «Почетный работник высшего профессионального образования РФ». Награждался медалями ВДНХ СССР и ВВЦ России.